# Hechtnaald
Een hechtnaald is een medisch hulpmiddel dat in combinatie met hechtdraad gebruikt wordt voor het sluiten van wonden of het aan elkaar zetten van levende structuren. De hechtnaalden worden ingedeeld naar hun vorm en mate van buiging.
Tijdens het hechten wordt de hechtnaald geklemd tussen de bekken van een naaldvoerder.

## Vorm
De situatie bepaalt welke vorm van hechtnaald men gebruikt. Er zijn naalden met een ronde diameter en met een driehoekige vorm, de snijdende naalden. Voor zachte weefsels zoals darmen gebruikt men ronde naalden, voor spieren en huid een snijdende naald.
De draad wordt van boven in het verende oog van de naald getrokken. Er zijn nog wel naalden die zoals een naainaald een gesloten oog hebben. De draad daardoorheen krijgen is echter erg lastig.

## Buiging

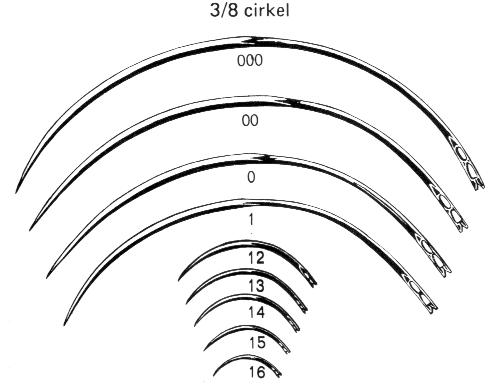
hechtnaalden type B

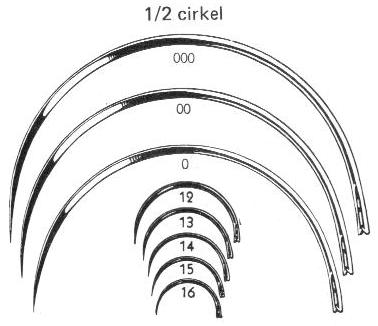
hechtnaalden type G

Voor huidhechtingen en andere oppervlakkige procedures prefereert men naalden die 135° gebogen zijn, ofwel 3/8 deel van een cirkel (type B). Deze kunnen met een korte beweging door de wondrand worden getrokken. De afmeting van de naald wordt bepaald door de omstandigheden: de draaddikte, de plaats, de grootte van de wond etc. De maataanduiding loopt van 0000 tot 16 waarbij 16 de kleinste is en 0000 of 4/0 de grootste. Deze wordt gebruikt voor het hechten van de taaie dikke huid na bijvoorbeeld een keizersnede bij een rund.
Voor andere procedures (hechten van darmen, blaas etc.) kiest men meestal voor een 1/2 cirkel, het type G. Zo zijn er ook nog rechte naalden (Keith) of verder gebogen dan 180°, bijvoorbeeld 5/8 cirkel.
(In de afbeeldingen zijn de maten tussen 1 en 12 weggelaten vanwege de ruimte!)
Het grootste bezwaar van alle hechtnaalden is het feit, dat men altijd werkt met een dubbele draad. Het steekgaatje is altijd groter dan wenselijk, namelijk de dubbele draaddikte. De feitelijke hechting geschiedt met een enkele draad. De wondjes van de hechtingen kunnen zo een open verbinding vormen voor kiemen uit de omgeving.

## Atraumatische naalden
Een enorme verbetering was de introductie van atraumatisch materiaal: de draad is in het holle uiteinde van de naald gestoken en vastgeklemd. Het steekgaatje is hierdoor even groot als de diameter van de naald. Inmiddels zijn er vele honderden draad/naaldcombinaties verkrijgbaar voor alle denkbare chirurgische technieken. De term atraumatisch is enigszins misleidend, beter kan men spreken van minimaal-traumatisch.